# Federica Chinello
Federica Chinello (Piove di Sacco, 6 novembre 1986) è un'ex calciatrice e dirigente sportivo italiana, di ruolo attaccante.
Per anni nel reparto offensivo del Venezia 1984, ha terminato l'attività agonistica con il Fimauto Valpolicella (già Valpo Pedemonte) prima di creare una sua azienda e dedicarsi al settore dell'abbigliamento. Inoltre è dirigente del ChievoVerona Valpo.

## Carriera
Federica Chinello si avvicina al gioco del calcio fin da giovanissima, iniziando a giocare con i maschietti nelle formazioni giovanili miste fino al raggiungimento dell'età massima prevista dai regolamenti federali (14 anni).
Nei primi anni duemila si tessera con il VeneziaJesolo dove riesce a continuare l'attività in una formazione interamente femminile e dove in breve approda alla prima squadra impegnata nel campionato di Serie A2, l'allora secondo livello del campionato italiano.
Nel 2007 la società muta denominazione in Venezia 1984 ma mantiene sostanzialmente il proprio organico e al termine della stagione di Serie A2 2007-2008 conquista la prima posizione e il diritto di giocare in Serie A dalla stagione successiva. Chinello rimane con la società arancioneroverde fino al termine della stagione 2011-2012, quando il 26 maggio 2012 è costretta ad affrontare la Lazio CF nei play-off, riuscendo a ottenere la salvezza grazie alla vittoria per 1-0 sulle biancocelesti. Ciò nonostante la società dichiara la sua inattività e il titolo sportivo conquistato sul campo viene perso; non iscrivendosi ad alcun campionato per la stagione successiva, la società svincola tutte le proprie tesserate.
Durante il calciomercato estivo 2012 Chinello riesce ad accordarsi con il Valpo Pedemonte per continuare l'attività agonistica con la nuova squadra, tornando a disputare il campionato di Serie A2 per la stagione 2012-2013. Anche grazie ai rinforzi provenienti dal Venezia 1984, come il difensore Lara Laterza, le centrocampiste Lisa Galvan, Giulia Lotto e Irene Tombola e l'attaccante Sara Capovilla, la squadra si rivela in grado di disputare un campionato di vertice, riuscendo al suo termine ad aggiudicarsi con 16 vittorie, 4 pareggi e nessuna sconfitta il primo posto in classifica del girone B e la conseguente promozione in Serie A per la stagione entrante. Chinello ha così l'occasione per tornare a giocare nel campionato italiano di vertice per la seconda volta in carriera.

## Palmarès
- Campionato italiano di Serie A2: 2

Venezia 1984: 2007-2008
Valpo Pedemonte: 2012-2013